# Chiesa di San Sebastiano (Lesa)
La chiesa di San Sebastiano è un edificio religioso situato a Lesa (NO), è ubitato lungo la strada che porta da Lesa a Massino Visconti su un poggio panoramico che sovrasta un punto di attraversamento del fiume Erno e l'abitato della frazione di Solcio.

## Storia
Citato per la prima volta, nel Liber Notitiae Sanctorum Mediolani di Goffredo da Bussero del XIII secolo, è un esempio di edificio sacro di epoca romanica che ha mantenuto in toto la sua struttura originaria.
La conformazione della struttura muraria fa risalire l'epoca di costruzione al 1100-1125. Il piccolo edificio, orientato da ovest a est, presenta una sola navata, facciata a capanna e abside semicircolare, particolare la torre campanaria parzialmente inglobata nella muratura della parete perimetrale dell'edificio e che si presenta con tre ordini di aperture sovrastate da archetti pensili, una feritoia al primo livello, una monofora al secondo e una bifora al terzo.
Archetti pensili decorano anche l'abside che presenta tre lesene con finestrelle, ad un'apertuta cruciforme nell'abside corrisponde un affresco interno raffigurante, in modo simbolico la redenzione attraverso il Cristo risorto. Altri affreschi probabilmente  eseguiti tra quattro e cinquecento si trovano all'interno dell'abside. Raffigurano il Cristo Pantocratore racchiuso nella mandorla, attorniato dai quattro evangelisti con i rispettivi simboli e da alcuni santi, un'iconografia già presente nella chiesa di San Donato a Sesto Calende.
È certo che l'oratorio in passato fosse una delle tappe delle "rogazioni", antiche processioni di preghiera per la conservazione e la prosperità delle semine. A causa dei resti di sepolcri romani ritrovati nel prato antistante, si ipotizza che l'Oratorio fosse usato tra il XIV e il XVII secolo come luogo di sepoltura delle vittime di malattie endemiche e come lazzaretto.
Nel 2004 sono stati effettuati dei lavori di restauro conservativo che hanno interessato soprattutto le strutture murarie, il campanile e il tetto.